# Kovács Éva Rebecca
Kovács Éva Rebecca (Veszprém, 1969. december 8. –) magyar színésznő, művelődésszervező.

## Életpálya
Szülővárosában a Kállai Éva Gimnáziumban szerzett érettségit 1989-ben. Innen a Színművészeti Főiskolára felvételizett, de nem sikerült bejutnia. Ezután a Nemzeti Színház stúdiójánál próbálkozott, sikerrel. 1988-ban Vámos László a Nemzeti Színház akkori igazgatója felvette a színház Stúdiójába. A Nemzeti Színház Stúdiójának (ahol tanárai között volt Tanárai: Csernus Mariann, Ivánka Csaba, Tímár Éva, Gergely László, Márta István, Pintér Tamás, Monthág Imre, Ságodi Gabriella is) befejezése után itt kapott színész szerződést, majd 1995-ben a Magyar Színész Kamarától színész I. besorolású bizonyítványt kapott, amely a színművészet gyakorlását engedélyezi. Azóta több színházban játszott, illetve jelenleg is játszik. 
A színművészeti tevékenység mellett diplomát szerzett a Nyugat-magyarországi Egyetemen, művelődésszervező szakon, film és videó kultúra szakirányon, 2010-ben. A diploma megszerzése óta számos rendezvény kitalálója és résztvevője. 
Számos gyermekszínházi előadás írója, valamint dokumentumfilm rendezőként is tevékenykedik. 
2018-tól a Pelsőczy László igazgató által vezetett Új Nemzeti Kamara Színház művészeti vezetője, és 2006-tól a Formiusz Színházi Egyesület tagja. 
2024-től a Színházi Dolgozók Szakszervezetének alelnöke, és a Szabadfoglalkozású Színészek Szakszervezetének titkára, 2024-től a SzíDosz alelnöke.
2024-től a Magyar Katolikus Rádió riportereként is hallható a rádió kulturális műsorában az Akvarellben. 

## Színpadi szerepeiből
Nemzeti Színház (1989–1995)
- Bókay – Agárdy: 4 asszonyt szeretek/ Bözsi

Várszínház
- Brecht – Csiszár: Kaukázusi krétakör/ Ludovika
- Szép – Szőke: Vőlegény/ Nusi
- Tersánszky – Szőke.: A kegyelmesasszony portréja/ Lenke
- Shakespeare – Iglódi: Szentivánéji álom/ Babvirág
- Kisfaludy – Ivánka: Csalódások/ Luca
- Bródy – Ivánka: Tanítónő/ Hray Ida
- Wilder – Mensáros: A mi kis városunk/ Rebecca Gibbs

Kolibri Színház (1993)
- Görgey – Trömböczky: Komámasszony, hol a stukker?/ Cuki

József Attila Színház (1993)
- Weiss – Dávid: Mokinpott úr kínjai és meggyógyíttatása/ Angyalka

Vidám Színpad (1993)
- O'Brien – Dávid: Rocky Horror Show / Janet

Thália Színház (1995–1997)
- Fejes – Csiszár: Rozsdatemető/ Orsolya főnővér
- Osborn – Csizmadia: Redl ezredes/ Hilde
- Goldoni – Mugur: A hazug/ Énekesnő

RS9 Színház (1997–)
- Milne – Lábán: Micimackó/ Robert Gida
- Frank – Lábán: Anna Frank naplója/ Miep
- Benedek – Lábán: Többsincs királyfi/ Villámgyors
- Dickens – Lábán: Karácsonyi ének/ Cratchitné
- mese – Lábán: Csiu Hu és Mej–Jing: Házasságszerző asszony
- Shakespeare – Balkay: Macbeth/ Lady Macbeth
- Shakespeare – Balkay: Pericles/ Halász, Kerítőnő
- Andersen – Lábán: Hókirálynő/ Hókirálynő
- Vörösmarty Mihály – Balkay: Csongor és Tünde/ Mírígy
- Móricz Zsigmond – Lábán: Légy jó mindhalálig/ Viola
- Shakespeare – Balkay: Cymbeline / Vajákos asszony
- Molnár Ferenc – Balkay: Liliom / Marika
- Spiró – Felvidéki: Káró király/ Hadnagy–Jakab
- Berr – Lábán: Jelenetek Helene Berr naplójából / Anya
- S. Brant – Lábán: Bolondok hajója
- Woolf – Lábán: ...közben.../[3] Lady Hárpia Harák/Mrs. Parker
- Marton Mária – Dávid Zsuzsa: Vendetta[4]

Echo Színház (2000–2002)
- Kosztolányi Dezső – Major Róbert: Édes Anna/ Édes Anna
- Kornis Mihály – Németh Zsuzsanna: Körmagyar / Fiatal asszony
- Móricz Zsigmond – Németh Zs.: Légy jó mindhalálig/ Bella

Arvisura Színházi társaság (2004)
- Shakespeare – Somogyi István: Velencei  kalmár/ Jessica

Detre Meseszínház
- Detre Annamária: Jófonó Zsuzsika/ Zsuzsika[5]
- Kovács Éva Rebecca – Detre: A kiskakas gyémánt félkrajcárja/ Kiskakas[6]
- Joel Chandler Harris – Detre: Hol terem a Görbe Körte?/ Farkas[7]
- Grimm testvérek – Detre: Piroska és a farkas/ Piroska

Térszínház (2013–2014)
- Csurka István–Bucz Hunor.: Írószövetségek harca/ Kedvessy Irén
- Shakespeare: Szentivánéji álom/ Hippolyta[8]

Formiusz Színház (2014–)
- Kovács Éva Rebecca – Csáki Rita: Szorgalmas és Rest lány/ Szorgalmas Rebeka

(2016–)
- Falussy Lilla: Érzéki Matematika/ Feleség, Menyasszony
- (2020–)
- "Megrakják a Tüzet"– irodalmi összeállítás
- "Az elmúlt idő nyomában"–irodalmi összeállítás

(2022–
- - "Kovács Éva Rebecca – Csáki Rita: Az öreg halász és a nagyravágyó felesége/ Nagyravágyó feleség
  - "Keller Zsuzsa – Felvidéki Judit: TOPRONGYOZÓ AVAGY Ó, AZOK A 90–ES ÉVEK!/ Judit doktornő

(2024-
- - "Kovács Éva Rebecca: *"Zöldike Tündér meséi" avagy a Szegények eledele/ Gazdag asszony

Nemzeti Kamara Színház (2016–)
- Usztics Mátyás: A száműzött Rákóczi/ Zrínyi Ilona–Conti hercegnő

Budakeszi Nyári Szabadtéri Színház–Makkosmáriai Kegytemplom (2018–)
- Ungvári Zsolt–Lázár Csaba: A Boldog/ A Nő

Új Nemzeti Kamara Színház (2018–)
- Pelsőczy László: Rákóczi–a bujdosó fejedelem/ Zrínyi Ilona–Conti hercegnő
- Pelsőczy László–Kovács Éva Rebecca: Az én József Attilám
- Pelsőczy László: Vándor–Mondóka / Mese Tündér
- Pelsőczy László–Kovács Éva Rebecca: Toldi– rendhagyó irodalom óra

(2019–)
- Kovács Éva Rebecca–Csáki Rita: Butából egy is elég/ Feleség

(2020–)
- Pelsőczy László: Himnusz az emberhez / szereplő
- Patkós József : Prókátorok / Gizus a rendőrnő
- Pelsőczy László–Szentesi N.: Fohász a magyarságért– Imába foglalt történelem / Sissány Eliz

Más színházakban
- Romhányi József: Csipkerózsika
- Detre Annamária: Csoda ital....Csibike királykisasszony
- Kovács Éva Rebecca: A hencegő nyúl....A hencegő nyúl

Jelmeztervező
- Új Nemzeti Kamara Színház
- Pelsőczy László–Kovács Éva Rebecca: Az én József Attilám
- Pelsőczy László: Vándor–Mondóka
- Pelsőczy László–Kovács Éva Rebecca: Toldi– rendhagyó irodalom óra
- Kovács Éva Rebecca–Csáki Rita: Butából egy is elég
- Pelsőczy László–Szentesi N.: Fohász a magyarságért– Imába foglalt történelem

## Filmszerepei

### Játékfilmek
- Cyrano de Bergerac - francia mozifilm rendező: Jean-Paul Rappeneau úrhölgy / episode/ 1990. /színész
- „Varg Veum” /A sötétben minden farkas szürke/  -norvég játékfilm rendező: Alexander Eik / episode: Orvosnő/ 2011. /színész
- SZELÍD- magyar játékfilm rendező: Csuja László és Nemes Anna / episode: Imola /2020. / színész

### Tévéfilmek
- Öregberény 1-22. (1994)  rendező: Málnai Levente
- Kisváros (1998)  rendező: Usztics Mátyás
- Magyar Elsők  Szent Margit legenda/ Szent Margit (Ismeretterjesztő)  rendező: Dér András
- Családi Titkok TV2 / (reality sorozat) színész  rendező: Kulcsár Tamás
- Oltári történetek (2022) rendező: Dömötör Tamás
- Drága örökösök – A visszatérés (2023) rendező: Hámori Barbara

Reklámfilmek
- Cofidis reklám- rendező: Kostyál Márk (2019)
- Jófogás reklám- rendező: Budavári Balázs (2023)

### Dokumentumfilmjei
- Anyám, nem ilyen lovat akartam (dokumentumfilm) 2010. Vizsgafilm / rendező
- Prof. Dr. Molnár Lajos (portréfilm) 2013. rendező

## Írásai
- Szorgalmas és Rest lány[9]
- Butából egy is elég[10]
- Az öreg halász és a nagyravágyó felesége[11]
- Zöldike Tündér meséi avagy a Szegények eledele